# Peter Härtling

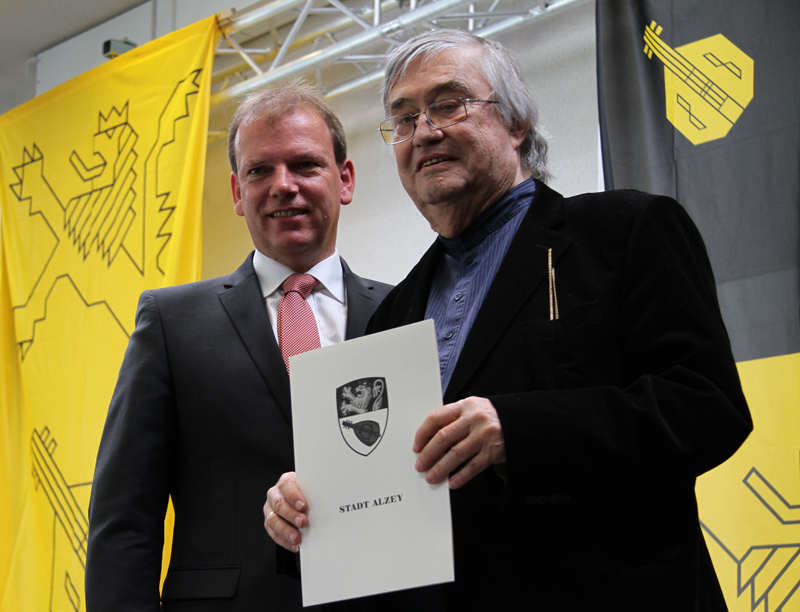
Peter Härtling (2015)

Peter Härtling (* 13. listopadu 1933, Chemnitz – 10. července 2017, Rüsselsheim am Main) byl německý dramatik, básník a spisovatel, autor knih pro děti.

## Život
Narodil se v rodině právníka. Dětství prožil v obci Hartmannsdorf u Chemnitz. V roce 1941 se rodina přestěhovala do Olomouce. Jeho otec zemřel v ruském zajateckém táboře v Döllersheimu. Matka s malým Peterem uprchla nejprve do rakouského Zwettlu a později se usadila v Nürtingenu. V říjnu roku 1946 si však vzala život a chlapce od té doby vychovávali příbuzní.
Härtling se zpočátku živil jako novinář. Na počátku 50. let působil v redakci lokálního listu Nürtinger Zeitung, později v letech 1954–1955 v redakci Heidenheimer Zeitung. Od roku 1956 až do roku 1962 byl redaktorem kulturní rubriky Deutsche Zeitung, přičemž poslední dva roky vedl literární sekci. Od roku 1962 byl redaktorem časopisu Der Monat (Měsíc), který od roku 1964 též spoluvydával.
1965 četl na berlínském sjezdu Skupiny 47 (Gruppe 47). Od roku 1967 působil jako vedoucí lektor v nakladatelství S. Fischer ve Frankfurtu nad Mohanem, později se stal mluvčím obchodního vedení. Roku 1970 zanechal redakční činnosti u Monatu, 1973 též opustil pozici v jednatelství nakladatelství S. Fischer a začal se cele věnovat literární tvorbě.
Härtling byl od roku 1959 ženatý s psycholožkou Mechthild, rozenou Maierovou. Pár měl čtyři děti (Fabiana, Friederike, Clemense a Sophii) a žil v Mörfelden-Walldorfu na jihu Hesenska.

## Dílo
Ve svém díle zpracovával i motivy ze svého pobytu v Olomouci, např. v románu Opožděná láska (Nachgetragene Liebe, 1980) či v novele Božena (1994).
- 1959 – Im Schein des Kometen
- 1964 – Niembsch oder Der Stillstand
- 1966 – Janek
- 1969 – Das Familienfest oder Das Ende der Geschichte
- 1971 – Ein Abend eine Nacht ein Morgen
- 1973 – Zwettl
- 1974 – Eine Frau
- 1975 – Oma (česky Bábi s Kallem hospodaří. Praha: Albatros, 1990. 74 S. Překlad: Hana Linhartová)
- 1976 – Hölderlin: Ein Roman (Hölderlin: Román)
- 1978 – Hubert oder Die Rückkehr nach Casablanca
- 1980 – Nachgetragene Liebe (česky Opožděná láska. 1. vyd. Praha: Vyšehrad, 1987. 136 S. Překlad: Hana Linhartová)
- 1980 – Der wiederholte Unfall
- 1982 – Die dreifache Maria
- 1983 – Das Windrad
- 1985 – Felix Guttmann
- 1986 – Brief an meine Kinder
- 1987 – Waiblingers Augen
- 1987 – Die kleine Welle
- 1988 – Der Wanderer
- 1990 – Herzwand: Mein Roman (česky Srdeční stěna: Můj román. Olomouc: Votobia, 1999. 170 S. Překlad: Lucy Topoľská)
- 1991 – Brief an meine Kinder
- 1992 – Schubert
- 1994 – Božena, novela; zpracováno jako dramatizovaná četba v Českém rozhlasu Olomouc v roce 2013, režie Tomáš Soldán, účinkuje Drahomíra Hofmanová.
- 1998 – Große, kleine Schwester (česky Brno, drahé Brno. 1. vyd. Brno: Společnost pro odbornou literaturu - Barrister & Principal, 2008. 227 S. Překlad: Jaroslav Palatý)
  - Brno, milé Brno: román. Česko: 1999. 197 S. Překlad: Jaroslav Palatý
- 2001 – Hoffmann oder Die vielfältige Liebe
- 2003 – Leben lernen: Erinnerungen (česky Učit se žít: Vzpomínky. 1. vyd. Olomouc: Univerzita Palackého v Olomouci, 2016. 396 S. Překlad: Ingeborg Fiala-Fürst)
  - zpracováno v Českém rozhlasu jako patnáctidílná četba na pokračování, překlad: Ingeborg Fialová-Fürstová, připravila: Iryna Shkaruba, režie: Tomáš Soldán[3]
- 2007 – Das ausgestellte Kind. Mit Familie Mozart unterwegs
- 2008 – O'Bär an Enkel Samuel
- 2009 – Dorther
- 2010 – Leicht geworden für Gedankenflüge
- 2011 – „Liebste Fenchel”. Das Leben der Fanny Hensel-Mendelssohn in Etüden und Intermezzi

### Ocenění
- 2015 – Elisabeth-Langgässer-Literaturpreis der Stadt Alzey